# Guido Crepax
Guido Crepas, més conegut pel pseudònim Guido Crepax  (Milà, 15 de juliol de 1933 - 31 de juliol de 2003) va ser un dibuixant de còmic italià, conegut pel seu personatge Valentina. La pràctica totalitat de la seua obra va ser concebuda en blanc i negre.
Naix a Milà el 15 de juliol de 1933, al si d'una família burgesa. Son pare, Gilberto Crepas, treballava com a violoncelista primer de La Scala. A la seua obra s'hi troben referències musicals, especialment pel que fa al jazz. Inicialment va estudiar enginyeria, estudis que abandonaria pels d'arquitectura. Encara que va llicenciar-se a l'Escola d'Arquitectura de la Universitat de Milà en 1958, mai no va exercir-ne. El seu debut en el camp del còmic va ser en 1959 a Tempo Medico. En 1965 publica el còmic fantàstic Neutron al segon número de la revista Linus. En esta sèrie va sorgir, com a personatge secundari, Valentina Roselli, que seria la seua gran creació i acabaria protagonitzant la seua pròpia sèrie amb un univers oníric i surrealista.
Per a la creació del seu personatge més reeixit, Valentina, va voler elevar l'estima pel còmic com a mitjà artístic, utilitzant un muntatge propi del cinema clàssic i realitzant referències polítiques o socials. També hi ha una forta càrrega eròtica als seus còmics. El personatge de Valentina està basat en el físic de l'actriu Louise Brooks.